# MON-50
MON-50 (ros. МОН-50) – radziecka kierunkowa odłamkowa mina przeciwpiechotna. MON-50 jest kopią amerykańskiej miny M18A1 Claymore i podobnie jak ona ma prostokątny kształt i obudowę wykonaną z tworzywa sztucznego.